# Planet Her
Cet article possède un paronyme, voir Planétaire.
Albums de Doja Cat
Hot Pink
(2019) Scarlet
Singles
1. Kiss Me More
Sortie : 9 avril 2021
2. Need to Know
Sortie : 11 juin 2021
3. You Right
Sortie : 25 juin 2021
4. Woman
Sortie : 3 décembre 2021
5. Get Into It (Yuh)
Sortie : 31 janvier 2022

Planet Her est le troisième album studio de la rappeuse et auteure-compositrice-interprète américaine Doja Cat. Il est sorti le 25 juin 2021 sous les labels Kemosabe et RCA. La version Deluxe sort le 27 juin 2021, deux jours après la version originale.
L'album contient 14 titres, dont 5 collaborations : Young Thug sur Payday, Ariana Grande sur I Don’t Do Drugs, The Weeknd sur You Right, J.I.D sur Options et SZA sur Kiss Me More.

## Genèse
Le 9 juin 2021, Doja Cat annonce la sortie de son album sur Instagram. Le titre de l’album était connu depuis plusieurs mois et de nombreux titres sur l’album (Naked, Payday, Ain’t Shit) avaient déjà été dévoilés de manière non officielle dans les lives Instagram de l’artiste au cours de l'année 2020. 

## Singles
Kiss Me More, en featuring avec SZA, est dévoilé le 9 avril 2021 et est le premier single de l’album. Celui-ci est accompagné d’un clip vidéo. Le single a atteint la 3e place du Billboard Hot 100, sa troisième meilleure performance dans ce classement, derrière Say So et le remix 34+35.
Need to Know est la deuxième chanson de l’album dévoilée le 11 juin 2021. Sur Twitter, Doja Cat ne la décrit pas comme le deuxième single de son album, mais plutôt comme une chanson promotionnelle. Le statut de deuxième single est réservé au titre You Right avec The Weeknd, mentionné comme lead artist sur cette chanson.

## Accueil critique
L'album a reçu globalement des critiques positives, encore meilleures que les deux premiers.

## Liste des titres
| Édition standard | Édition standard                           | Édition standard | Édition standard                     | Édition standard | Édition standard | Édition standard | Édition standard | Édition standard | Édition standard |
| No               | Titre                                      | Auteur | Producteur                           | Durée            |                  |                  |                  |                  |                  |
| ---------------- | ------------------------------------------ | --- | ------------------------------------ | ---------------- | ---------------- | ---------------- | ---------------- | ---------------- | ---------------- |
| 1.               | Woman                                      | - Amala Zandile Dlamini - David Sprecher - Aaron Horn - Ainsley Jones - Linden Jay - Lydia Asrat - Jidenna Mobisson           | - Linden Jay - Yeti Beats            | 2:52             |                  |                  |                  |                  |                  |
| 2.               | Naked                                      | - Dlamini - Kurtis McKenzie - Alexander Shuckburgh - Marcus Erik Joons - Daniel Gustav Peter Tjaeder                          | - Kurtis McKenzie - Al Shux          | 3:43             |                  |                  |                  |                  |                  |
| 3.               | Payday (featuring Young Thug)              | - Dlamini - Jeffery Lamar Williams - Ari Starace                                                                              | - Y2K                                | 3:33             |                  |                  |                  |                  |                  |
| 4.               | Get Into It (Yuh)                          | - Dlamini - Starace - Sheldon Yu-Ting Cheung - Jude Queyranne                                                                 | - Y2K - Sully                        | 2:18             |                  |                  |                  |                  |                  |
| 5.               | Need to Know                               | - Dlamini - Lukasz Gottwald                                                                                                   | - Dr. Luke - Jude Queyranne          | 3:30             |                  |                  |                  |                  |                  |
| 6.               | I Don’t Do Drugs (featuring Ariana Grande) | - Dlamini - Ariana Grande - Starace - Cheung                                                                                  | - Y2K - Sully                        | 3:08             |                  |                  |                  |                  |                  |
| 7.               | Love To Dream                              | - Dlamini - McKenzie - Jamil Chammas - Khaled Rohaim                                                                          | - McKenzie - Digi - Rohaim           | 3:36             |                  |                  |                  |                  |                  |
| 8.               | You Right (avec The Weeknd)                | - Dlamini - Abel Tesfaye - Gottwald                                                                                           | Dr. Luke                             | 3:06             |                  |                  |                  |                  |                  |
| 9.               | Been Like This                             | - Dlamini - Gerard A. Powell II - Aaron Bow - Sprecher                                                                        | - Tizhimself - Bow                   | 2:57             |                  |                  |                  |                  |                  |
| 10.              | Options (featuring J.I.D)                  | - Dlamini - Destin Route - Starace - Mayer Hawthorne                                                                          | - Hawthorne - Y2K                    | 2:39             |                  |                  |                  |                  |                  |
| 11.              | Ain’t Shit                                 | - Dlamini - Powell - Rogét Chahayed - McKenzie - Sprecher                                                                     | - Tizhimself - Chahayed              | 2:54             |                  |                  |                  |                  |                  |
| 12.              | Imagine                                    | - Dlamini - Powell - Michael Hector                                                                                           | - Mike Hector - Tizhimself           | 2:28             |                  |                  |                  |                  |                  |
| 13.              | Alone                                      | - Dlamini - Sprecher - Jay | - Yeti Beats                         | 3:48             |                  |                  |                  |                  |                  |
| 14.              | Kiss Me More (featuring SZA)               | - Dlamini - Rowe - Gerard A. Powell II - Sprecher - Gottwald - Rogét Chahayed - Carter Lang - Stephen Kipner - Terry Chaddick | - Chahayed - Yeti Beats - Tizhimself | 3:28             |                  |                  |                  |                  |                  |
| 44:07            |                                            | |                                      |                  |                  |                  |                  |                  |                  |

| Édition Deluxe (pistes bonus) | Édition Deluxe (pistes bonus)          | Édition Deluxe (pistes bonus)       | Édition Deluxe (pistes bonus) | Édition Deluxe (pistes bonus) | Édition Deluxe (pistes bonus) | Édition Deluxe (pistes bonus) | Édition Deluxe (pistes bonus) | Édition Deluxe (pistes bonus) | Édition Deluxe (pistes bonus) |
| No                            | Titre                                  | Auteur                              | Producteur                    | Durée                         |                               |                               |                               |                               |                               |
| ----------------------------- | -------------------------------------- | ----------------------------------- | ----------------------------- | ----------------------------- | ----------------------------- | ----------------------------- | ----------------------------- | ----------------------------- | ----------------------------- |
| 15.                           | You Right (Extended) (avec The Weeknd) | - Dlamini - Abel Tesfaye - Gottwald | Dr. Luke                      | 4:08                          |                               |                               |                               |                               |                               |
| 16.                           | Up And Down                            |                                     |                               | 2:31                          |                               |                               |                               |                               |                               |
| 17.                           | Tonight (featuring Eve)                |                                     |                               | 2:48                          |                               |                               |                               |                               |                               |
| 18.                           | Ride                                   |                                     |                               | 2:56                          |                               |                               |                               |                               |                               |
| 19.                           | Why Why (featuring Gunna)              |                                     |                               | 2:58                          |                               |                               |                               |                               |                               |
| 59:28                         |                                        |                                     |                               |                               |                               |                               |                               |                               |                               |

## Classements et certifications

### Classements hebdomadaires
Aux États-Unis, l’album se positionne deuxième du classement du Billboard Hot 100, devenant alors le premier album de Doja Cat à se classer dans le top 5 du classement. En France, l’album se place dans le top 20 du classement du SNEP dans le top album, en 13e position. Planet Her est de même le premier album de Doja Cat à se classer dans le top 20 et se positionne également dans le top 5 des ventes en France.

### Certifications
| Pays              | Certification | Unités certifiées |
| ----------------- | ------------- | ----------------- |
| États-Unis (RIAA) | 2 × Platine   | 2 000 000         |
| France (SNEP)     | Platine       | 100 000           |